# Злоупотреба правног лица
Правни субјективитет друштава капитала није увек непробојан зид за повериоце, поред свих гаранција да повериоци не уђу у забран њихове личне имовине. Овај зид је непробојан ако се правна личност привредног друштва не користи за законом недозвољене циљеве (оштећење поверилаца, мешање имовине са имовином власника, разне преварне радње и слично). У противном, диже се „ограда-вео“ правне личности и улази се на терен неограничене одговорности власника друштва за обавезе друштва капитала, чиме се бришу компаративне предности ове форме друштава над формама друштава лица. Ова појава се назива злоупотреба правног лица.

## Основе
Врло изнијансиран приступ регулативи ове појаве има словеначко компанијско законодавство које прописује солидарну одговорност чланова и акционара друштава капитала у одређеним случајевима:
„Ако су друштво као правно лице злоупотребили за постизање циља који је за њих као појединце забрањен; ако су друштво као правно лице злоупотребили за оштећење својих поверилаца; ако су у супротности са законом поступали са имовином друштва као са својом имовином; ако су у своју корист или у корист неког другог лица смањили имовину друштва а знали су или морали знати, да друштво неће моћи испунити своје обавезе према трећим лицима“
Слично је решење и Закона о привредним друштвима Србије који уз солидарну одговорност чланова и акционара додаје и одговорност командитора за обавезе друштва:
„... ако злоупотребе привредно друштво за незаконите или преварне циљеве или ако имовином привредног друштва располажу као сопственом имовином, као да привредно друштво не постоји.“

## Примери

### Домаћа пракса
По пресуди општинског суда у Врњачкој Бањи године:
“Власник привате штедионице, ако је њен једини власник и ако својим радњама или мешањем своје имовине са имовином штедионице код других створио привид привредног идентитета са штедионицом, одговара за дугове штедионице неограничено солидарно”.

### Страна пракса
Федерални суд Швајцарске поводом мешања имовине друштва капитала и персоналне имовине његових чланова (правних или физичких лица) и тиме успостављеног њиховог привидног идентитета, судио је да: “Онај ко јавност обмањује неограниченом одговорношћу мора у интересу сигурности промета на тај начин и одговарати”
Најбројнији случајеви злоупотребе правне личности постоје у енглеској и америчкој судској пракси, која је дефинисала неколико категорија таквих случајева:
- Прву категорију чине случајеви да компанија послује са мање од два члана дуже од шест месеци; тада за преузете обавезе по истеку ток периода одговара неограничено солидарно њен једини преостали члан, ако је он свестан да је једини члан и ако су те обавезе настале у време када је он водио пословање те компаније.
- Другу категорију чине случајеви преваре или незаконитости. Када једно лице које је преко компаније обавља привредну делатност њу користи само као маску ради скривања од лица које је преварило.
- Трећу категорију представљају случајеви када компанија почне да послује пре него што од регистарског органа добије решење о упису оснивања или проширивања делатности.
- Четврту категорију чине случајеви групе компанија. Матична компанија биће одговорна за заисна друштва у случају када је зависно друштво у потпуном власништву матичног друштва.
- Остали случајеви: утаја пореза, злоупотреба компанијског имена или запошљавања дисквалификованих чланова управе, неоткривање да се послује у име компаније, оснивање копманије са неограниченом одговорношћу када наступи њен стечај…[2]

## Појединачне одговорности и врсте санкција
Ако супротно Закону о привредним друштвима привредно друштво злоупотреби правно лице, за привредни преступ казниће се новчаном казном од 10.000 до 3.000.000 динара.
Одговорно лице у предузећу или у другом субјекту привредног пословања које има својство правног лица, које нерационалним трошењем средстава или њиховим отуђењем у бесцење, прекомерним задуживањем, преузимањем несразмерних обавеза, лакомисленим закључивањем уговора са лицима неспособним за плаћање, пропуштањем благовременог остваривања потраживања, уништењем или прикривањем имовине или другим радњама које нису у складу са савесним пословањем проузрокује стечај и тиме другог оштети, казниће се затвором од шест месеци до пет година. Уколико је дело учињено из нехата учинилац ће се казнити затвором од три месеца до три године.
Одговорно лице у предузећу или у другом субјекту привредног пословања које има својство правног лица, који у намери да тај субјект избегне плаћање обавеза проузрокује стечај тог субјекта привидним или стварним умањењем његове имовине, на начин што:
1. целу или део имовине субјекта привредног пословања прикрије, привидно прода, прода испод тржишне вредности или бесплатно уступи;
2. закључи фиктивне уговоре о дугу или призна непостојећа потраживања;
3. пословне књиге које је субјект привредног пословања обавезан да води по закону прикрије, уништи или тако преиначи да се из њих не могу сагледати пословни резултати или стање средстава или обавеза или ово стање сачињавањем лажних исправа или на други начин прикаже таквим да се на основу њега може отворити стечај, казниће се затвором од шест месеци до пет година.

Ако су услед наведених дела наступиле тешке последице за повериоца, учинилац ће се казнити затвором од две до десет година.
Одговорно лице у предузећу или другом субјекту привредног пословања које има својство правног лица, који знајући да је тај субјект постао неспособан за плаћање, исплатом дуга или на други начин намерно стави повериоца у повољнији положај и тиме знатно оштети другог повериоца, казниће се затвором од три месеца до три године.
Одговорно лице које знајући да је тај субјект постао неспособан за плаћање, а у намери да изигра или оштети повериоца призна неистинито потраживање, састави лажни уговор или неком другом преварном радњом оштети повериоца, казниће се затвором од три месеца до пет година.
Ако је овим делом повериоцу проузрокована штета великих размера или ако је према оштећеном због тога дошло до покретања поступка принудног поравнања или стечаја, учинилац ће се казнити затвором од једне до осам година.
Одговорно лице у предузећу или другом субјекту привредног пословања које има својство правног лица или предузетник, које у намери прибављања противправне имовинске користи за правно лице у којем је запослено, за друго правно лице или други субјект привредног пословања који има својство правног лица:
1. ствара или држи недозвољене новчане, робне или друге вредносне фондове у земљи или иностранству или противправно онемогућава остваривања власничких права акционара;
2. састављањем исправе неистините садржине, лажним билансима, проценама или инвентарисањем односно лажним приказивањем или прикривањем чињеница, неистинито приказује стање или кретање средстава или резултате пословања, па на тај начин доведе у заблуду органе управљања у предузећу или другом правном лицу приликом доношења одлука о пословима управљања или предузеће или друго правно лице стави у повољнији положај приликом добијања средстава или других погодности које им се не би признале према постојећим прописима;
3. средства којима располаже користи противно њиховој намени;
4. на други начин грубо повреди овлашћења у погледу управљања, располагања и коришћења имовином;
5. противно вољи акционара не потписује проспект за трговање акцијама на берзи, а давањем лажних података доводи у заблуду купце акција о стању капитала правног лица, казниће се затвором од три месеца до пет година.

Ако је услед наведених дела прибављена имовинска корист која прелази износ од пет милииона динара, учинилац ће се казнити затвором од једне до осам година.